# Плеимельден, Пьер
Пьер Плеимельден (фр. Pierre Pleimelding, 19 сентября 1952, Лаксу, Франция - 1 мая 2013, Кольмар, Франция) — французский футболист, нападающий. После завершения карьеры работал тренером.

## Карьера
За свою карьеру выступал за ряд известных французских клубов, включая "Лилль" и "Монако". Наиболее успешным для форварда сезоном стал 1977/1978. По его итогам Плеимельден забил в Лиге 1 21 гол. 8 ноября 1978 года игрок провел единственный матч за сборную Франции против Испании, который закончился победой "трехцветных" со счетом 1:0.
Завершал свою карьеру Плеимельден в любительском клубе "Эпиналь", в котором он выполнял роль играющего тренера. Специалисту удалось вывести коллектив на профессиональный уровень. С 1994 по 1996 год француз руководил сборной Кот-д’Ивуара. В 1996 году он был наставником "слонов" на Кубке африканских наций в ЮАР.

## Достижения
- Победитель Лиги 2 (2): 1976/77, 1977/78.

## Семья
Отец Пьера Рене Плеимельден (1925-1998) также играл в футбол и вызывался в сборную Франции. Брат Жерар также занимался этим видом спорта.